# 1241

1241(천이백사십일)은 1240보다 크고 1242보다 작은 자연수다.

## 수학
- 합성수로, 그 약수는 1, 17, 73, 1241이다. 진약수의 합은 91이므로, 1241은 부족수다.
  - 365번째 반소수다. 앞의 반소수는 1238, 다음 반소수는 1243이다.
- 17번째 십일각수다. 앞의 십일각수는 1096, 다음은 1395다.
- {\displaystyle 1241=4^{2}+35^{2}=20^{2}+29^{2}}
  - 서로 다른 두 자연수의 제곱합으로 나타낼 수 있는 수다.
- {\displaystyle 1241=8^{3}+9^{3}}
  - 연속하는 두 자연수의 세제곱합으로 나타낼 수 있는 수다. 이 성질을 지닌 앞의 수는 855, 다음 수는 1729다.
- 피타고라스 삼조의 빗변의 길이이다.
  - {\displaystyle 280^{2}+1209^{2}=1241^{2}}[a]
  - {\displaystyle 441^{2}+1160^{2}=1241^{2}}[b]
- {\displaystyle 72^{4}-1}은 1241로 나누어떨어진다.

## 과학·기술
- NGC 1241(영어판): 에리다누스자리 방향에 있는 나선은하.
- 1241 다이소나(영어판): 소행성.
- 코스모스 1241호(영어판): 소련의 인공위성.

## 군사
- 프로젝트 1241형 미사일정: 소련의 해군 함정.

## 문화유산
- 대한민국의 보물 제1241호: 예념미타도량참법 권6~10

## 기타
- 연도: 1241년, 기원전 1241년

## 같이 보기
- 1000